# Zamorano-Leonés

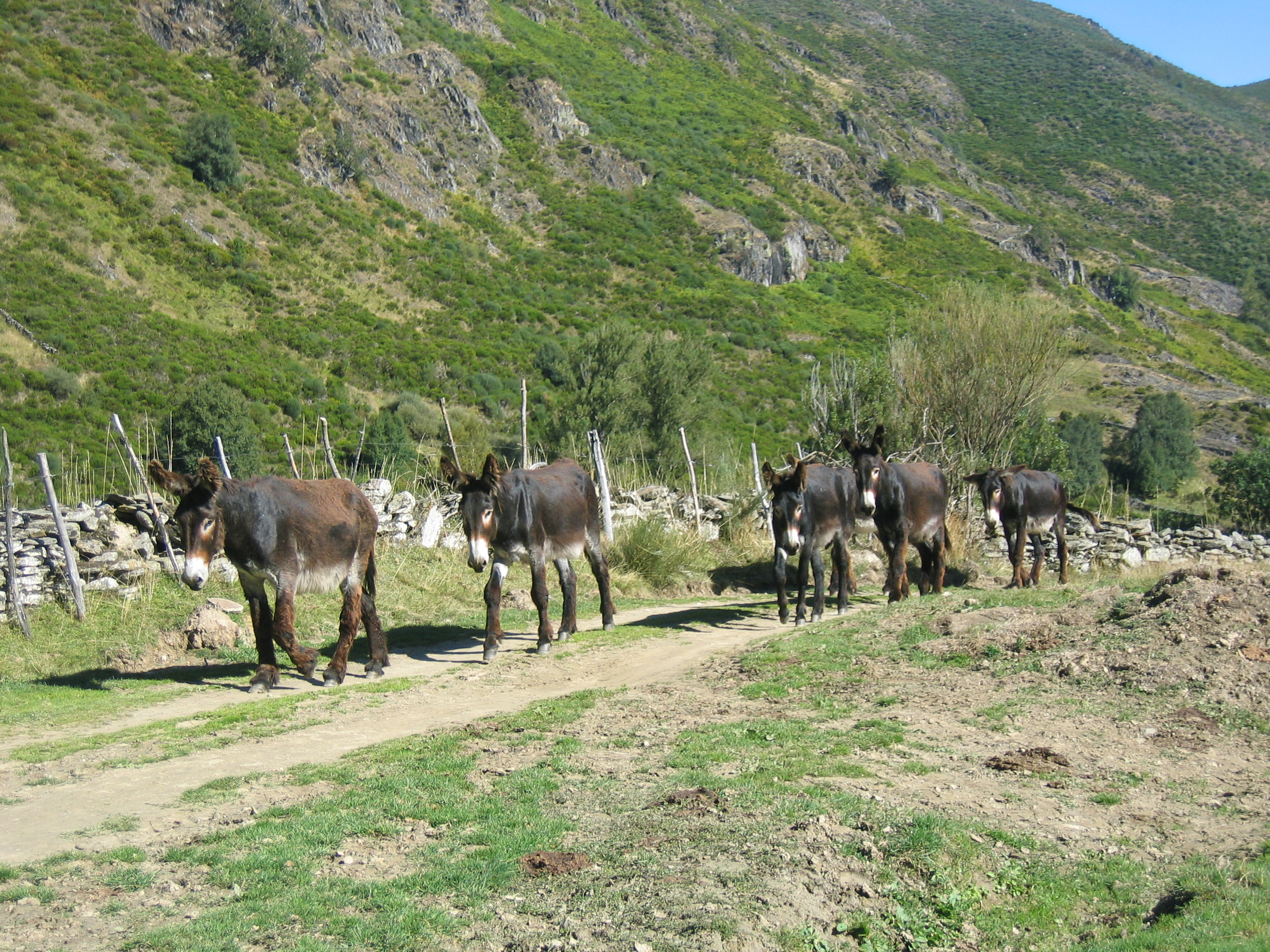
Exemplar av rasen i provinsen León.

Zamorano-Leonés är en ras av åsna som avlades fram i de spanska provinserna Zamora och León. Andra namn för rasen är Carbajalina och Garañón Leonés.
Med en mankhöjd mellan 140 och 155 cm är exemplaren stora åsnor. Hannar väger ungefär 350 kg. Genom export och korsning med andra raser uppkom ännu större raser eller former som Baudet du Poitou i Frankrike och Mammoth jackstock (sammanfattande namn för alla stora åsnor i Nordamerika) i USA.
Enligt uppskattningar bildades rasen under 900-talet och den var mest omtyckt under 1800- och 1900-talet. Med hjälp av flera exemplar av hankön skapades mulor enligt önskemål. Betydelsen minskade när fordon övertog transporten. Rasen var nästan utdöd vid slutet av 1960-talet men medarbetare av Spaniens jordbruksministerium hittade en flock som fanns kvar. Under senare 1980-talet klassificerades rasen som starkt hotad (EN). Ett sällskap för rasens bevarande grundades 1998 och det hade under början av 2000-talet 550 medlemmar som höll något över 900 exemplar av Zamorano-Leonés.
Under 2000-talet används rasen främst inom turism och för terapier med djur. Problematisk är djurens och böndernas höga ålder. Många honor är inte längre fertila.
Typisk för rasen är robusta ben i kroppen och stora upprätta öron. Rasen har även extremiteter med många muskler och väl utvecklad hårtäcke. Andra delar av kroppen bär grov päls som är mörkbrun till svartbrun med inblandade silverfärgade hår. Hannar är betydlig större än honor.